# Fuzzy (album)
Fuzzy è il primo album in studio della band statunitense Grant Lee Buffalo, pubblicato nel 1993.

## Tracce
1. The Shining Hour	3:53
2. Jupiter and Teardrop	5:57
3. Fuzzy	4:59
4. Wish You Well	3:30
5. The Hook	4:13
6. Soft Wolf Tread	2:52
7. Stars 'n' Stripes	4:43
8. Dixie Drug Store	5:07
9. America Snoring	3:39
10. Grace	6:15
11. You Just Have to Be Crazy	3:35